# Dörthe Binkert
Dörthe Binkert (* 1. Januar 1949 in Hagen) ist eine deutsche Autorin.
Binkert  wuchs in Frankfurt am Main auf. Ihr Studium der Germanistik, Politologie und Kunstgeschichte in Frankfurt,  Münster und Zürich schloss sie mit der Promotion ab. Sie lebt seit 1975 in Zürich und arbeitete zunächst für den Verlag Sauerländer als Lektorin. 1986 wechselte sie zum Kreuz-Verlag und 1995 zum Scherz Verlag, wo sie zuerst als Lektorin, später als Cheflektorin und Programmleiterin arbeitete. Bevor sie ab 2007 als freie Autorin, Literaturagentin und Publizistin arbeitete, war sie für den Pendo Verlag als Programmberaterin tätig. Ihre Werke wurden in mehrere Sprachen übersetzt.

## Werke (Auswahl)
- Ein Gesicht, das zu mir passt : Frauen in der Lebensmitte ziehen Bilanz, Kreuz-Verlag, 1990, ISBN 978-3-7831-1020-3
- Frauen, die mit Frauen leben : Freundinnen, Paare, Schwestern, Mütter und Töchter, Hoffmann und Campe, 1993, ISBN 978-3-455-08472-6
- Die Weihnachtsrose : eine Weihnachtsgeschichte, Ehrenwirth bei Bastei Lübbe, 2005, ISBN 978-3-431-03638-1 (auch 1/2007 Teil der Reader’s Digest Auswahlbücher)
- Weit übers Meer, dtv, München 2008, ISBN 978-3-423-24693-4
- Bildnis eines Mädchens, dtv, München 2010, ISBN 978-3-423-24784-9
- Brombeersommer, dtv, München 2012, ISBN 978-3-423-24784-9
- Ein, zwei Wolken am Himmel, Thiele Verlag, 2015, ISBN 978-3-85179-333-8
- Vergiss kein einziges Wort, dtv, München 2018, ISBN 978-3-423-28964-1